# О’Нил, Генри
Генри О’Нил (англ. Henry O'Neill; 10 августа 1891 — 18 мая 1961) — американский актёр кино, снимавшийся в 1930-х и 1940-х годах.
Родился в Оранж, Нью-Джерси. О’Нил начал актёрскую карьеру на сцене, после ухода из колледжа. Он служил в армии в Первую мировую войну, а затем вернулся на сцену. В начале 1930-х годов он начал появляться в фильмах, в том числе «The Big Shakedown» (1934) с Чарльзом Фарреллом и Бетт Дейвис, в вестерне с участием Эррола Флинна и Оливии де Хэвилленд «Дорога на Санта-Фе» (1940), в музыкальных фильмах Фрэнка Синатры и Джина Келли «Поднять якоря» (1945), «The Green Years» (1946), «Момент безрассудства» (1949). Его последний фильм «Крылья орлов» (1957) с Джоном Уэйном в главной роли.
Входил в совет директоров Гильдии киноактеров и имеет звезду на голливудской «Аллее славы».
В 1924 году О’Нил женился на Анне Барри, у них был один ребёнок.
О’Нил умер в Голливуде, штат Калифорния, в возрасте 69 лет.

## Избранная фильмография
| Год  |   | Русское название                | Оригинальное название        | Роль                           |
| ---- | - | ------------------------------- | ---------------------------- | ------------------------------ |
| 1934 | ф | Полночь. Смертельный приговор   | Midnight                     | Ингерсолл                      |
| 1935 | ф | Флорентийский кинжал            | The Florentine Dagger        | Виктор Баллау                  |
| 1935 | ф | Дело о счастливых ножках        | The Case of the Lucky Legs   | окружной прокурор Манчестер    |
| 1936 | ф | Повесть о Луи Пастере           | The Story of Louis Pasteur   | доктор Пьер Ру                 |
| 1936 | ф | Разгуливающий мертвец           | The Walking Dead             | окружной прокурор Уэрнер       |
| 1936 | ф | Пулями или голосами             | Bullets or Ballots           | Уорд Брайант                   |
| 1936 | ф | Энтони Несчастный               | Anthony Adverse              | отец Ксавьер                   |
| 1937 | ф | Меченая женщина                 | Marked Woman                 | окружной прокурор Артур Шелдон |
| 1937 | ф | Жизнь Эмиля Золя                | The Life of Emile Zola       | полковник Пикар                |
| 1938 | ф | Иезавель                        | Jezebel                      | генерал Теофолус Богардус      |
| 1938 | ф | Удивительный доктор Клиттерхаус | The Amazing Dr. Clitterhouse | судья                          |
| 1939 | ф | Додж-Сити                       | Dodge City                   | полковник Додж                 |
| 1939 | ф | Хуарес                          | Juarez                       | генерал Мигель Мирамон         |
| 1939 | ф | Невидимые полосы                | Invisible Stripes            | офицер по УДО Мастерс          |
| 1940 | ф | Они ехали ночью                 | They Drive by Night          | окружной прокурор              |
| 1941 | ф | Цветы в пыли                    | Blossoms in the Dust         | судья Харфорд                  |
| 1949 | ф | Псевдоним Ник Бил               | Alias Nick Beal              | судья Бен Хоббс                |
| 1949 | ф | Странная сделка                 | Strange Bargain              | Тимоти Херн                    |
| 1949 | ф | Момент безрассудства            | The Reckless Moment          | Том Харпер                     |
| 1950 | ф | Не её мужчина                   | No Man of Her Own            | мистер Харнесс                 |
| 1950 | ф | Другая женщина                  | The Second Woman             | Бен Шеппард                    |
| 1950 | ф | Осуждённый                      | Convicted                    | детектив Дорн                  |
| 1952 | ф | Скандальная хроника             | Scandal Sheet                | Чарли Барнс                    |